# Union populaire républicaine (1919-1946)
Pour les articles homonymes, voir UPR et Union populaire républicaine.
L'Union populaire républicaine (UPR) est un parti politique français de sensibilité démocrate-chrétienne fondé en 1919 sous le nom d'Union populaire républicaine d'Alsace (UPRA) et dissous en 1946. Il est connu jusqu'en 1928 sous le nom Union populaire républicaine nationale d'Alsace (UPRNA).

## Historique

### Création
Le parti est créé sous le nom de Union populaire républicaine d'Alsace (UPRA) et est ensuite renommé Union populaire républicaine nationale d'Alsace (UPRNA) en 1921,,. Puis en 1928, il ne conserve que le nom Union populaire républicaine (UPR), après la scission du mouvement anti-autonomiste qui se crée sous le nom Action populaire nationale d'Alsace,,. Ce dernier se dissout dans l'UPR en 1935.
Créée pour rassembler la sensibilité démocrate-chrétienne dans les départements alsaciens après leur rattachement à la France en 1918, et héritier du Centre Alsacien-Lorrain, l’UPR s’impose progressivement comme le principal parti de la région. S'appuyant sur un maillage très serré d’élus locaux et de militants, l'UPR est plus conservatrice que le Parti démocrate populaire (PDP), l’autre grande force démocrate-chrétienne de l’entre-deux-guerres.
Ses députés siègent tout d'abord dans des groupes parlementaires proches de l'Alliance démocratique (Indépendants de gauche, Républicains de gauche, etc.), avant de constituer, en 1932, le groupe des Républicains du centre puis, en 1936, celui des Indépendants d'action populaire, avec les députés de l'Union républicaine lorraine, pendant lorrain de l'UPR.
Ce parti participa au mouvement autonomiste alsacien durant les années 1920 et 1930.[réf. nécessaire]

### Dissolution
En 1946, l'Union populaire républicaine décide de fusionner avec le Parti démocrate populaire, l'Union républicaine lorraine et plusieurs groupes chrétiens issus de la Résistance pour donner naissance au Mouvement républicain populaire.

## Chefs du parti
| Portrait | Nom            | Mandat           | Mandat          |
| Portrait | Nom            | Début            | Fin             |
| -------- | -------------- | ---------------- | --------------- |
|          | Joseph Pfleger | 4 août 1919      | 11 juin 1922    |
|          | Thomas Seltz   | 23 novembre 1922 | 21 octobre 1928 |
|          | Eugène Muller  | 25 novembre 1928 | 1940            |